# 고쇼촌 (도쿠시마현)
고쇼촌(御所村)은 도쿠시마현 이타노군에 있던 촌이다. 1955년 3월 31일에 합병에 의해 도나리정이 되어 소멸하였다. 교토에서 유배된 쓰치미카도(土御門)상왕이 말년을 보낸 곳이라서 붙여진 이름이다. 출신 유명인으로는 미키 다케오가 있다. 

## 역사
- 1889년 10월 1일 - 정촌제 시행에 수반해 고쇼촌이 성립하였다.
- 1955년 3월 31일 - 도나리촌과 합병해 도나리정이 되었다.

## 참고문헌
- 『最新ふるさとマップ』徳島新聞社発行、1982年。
- 『市町村名変還辞典』東京堂出版、1990年。